# Duleep Singh
Duleep Singh, född 1838, död 1893, var monark av det Sikhiska riket från 1843 till 1849.
Han var son till Ranjit Singh och Jind Kaur. Han efterträdde sin farbror Sher Singh under sin mors förmynderskap.
Han avsattes av britterna som annekterade riket år 1849. Han fördes till Storbritannien, där han blev omtyckt av drottning Victoria och levde större delen av sitt liv. 